# Characidium xavante
Characidium xavante é uma espécie de peixe da família dos crenuchidae e da ordem dos caraciformes. Os machos podem alcançar 2,8 cm de comprimento. A espécie tem 32-33 vértebras.
Vivem em zonas de clima tropical, na América do Sul, mais especificamente, no rio Culuene, na bacia do rio Xingu, no Brasil.